# Macroceps moorei
Macroceps moorei är en insektsart som beskrevs av Evans 1969. Macroceps moorei ingår i släktet Macroceps och familjen dvärgstritar. Inga underarter finns listade i Catalogue of Life.